# Pheidole alayoi
Pheidole alayoi  (лат.) — вид муравьёв рода Pheidole из подсемейства Myrmicinae (Formicidae). Неотропика: Куба. Мелкие муравьи (длина около 2 мм) желтоватого цвета (характерные для других членов рода Pheidole большеголовые солдаты у этого вида пока не обнаружены). На проподеуме имеются относительно длинные шипы. Тело покрыто многочисленными длинными щетинками. Усики рабочих и самок 12-члениковые (13 у самцов) с 3-члениковой булавой. Стебелёк между грудкой и брюшком состоит из двух члеников: петиолюса и постпетиолюса (последний четко отделен от брюшка). Мелкие рабочие: ширина головы — 0,66 мм, длина головы равна 0,78 мм, длина скапуса усика — 0,82 мм. Сходны по строению с видами Pheidole cubaensis, Pheidole macromischoides, Pheidole naylae (все три с Кубы) и Pheidole androsana (Багамские острова) из группы Pheidole tristis. Видовое название Ph. alayoi дано в честь кубинского энтомолога Д. Алайо (D. P. Alayo), собравшего типовую серию.